# (6626) Mattgenge
(6626) Mattgenge es un asteroide perteneciente al cinturón de asteroides, región del sistema solar que se encuentra entre las órbitas de Marte y Júpiter.
Fue descubierto el 2 de marzo de 1981 por Schelte John Bus  desde el Observatorio de Siding Spring, Nueva Gales del Sur, Australia.

## Designación y nombre
Designado provisionalmente como 1981 EZ46. Fue nombrado por Matthew Genge (n. 1968) quien es un científico planetario del Imperial College de Londres. Es experto en el estudio de micrometeoritos y sus posibles orígenes en los planetas menores.

## Características orbitales
Mattgenge está situado a una distancia media del Sol de 3,040 ua, pudiendo alejarse hasta 4,199 ua y acercarse hasta 1,881 ua. Su excentricidad es 0,381 y la inclinación orbital 2,108 grados. Emplea 1936,06 días en completar una órbita alrededor del Sol.
Los próximos acercamientos a la órbita de Júpiter ocurrirán el 15 de enero de 2030, el 24 de mayo de 2077 y el 23 de mayo de 2124.

## Características físicas
La magnitud absoluta de Mattgenge es 14,50. Tiene 7,962 km de diámetro y su albedo se estima en 0,040.